# Edward Timmins

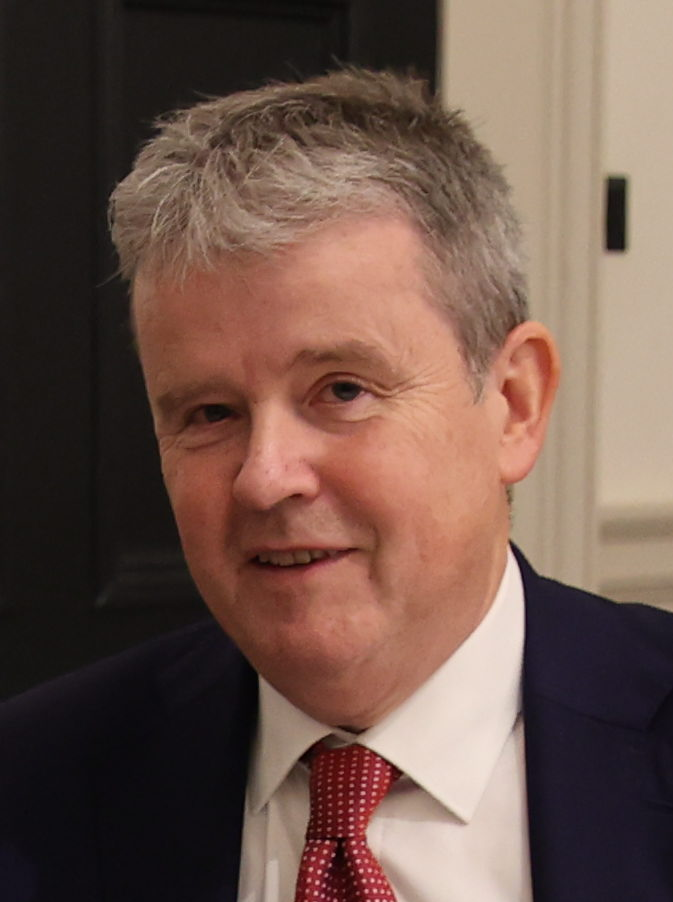
Edward Timmins (2024)

Edward Timmins (irisch Eadbhárd Ó Tiomáin; * 1961/1962 im County Wicklow, Irland) ist ein irischer Politiker der Fine Gael. Seit 2024 ist er Teachta Dála (Abgeordneter) im Dáil Éireann, dem irischen Unterhaus. 

## Leben
Timmins hat einen Bachelor of Engineering vom University College Dublin, ist ausgebildeter Wirtschaftsprüfer und war zwischenzeitlich bei größeren Unternehmen als Finanzverantwortlicher beschäftigt. Ab 2004 war Timmins Mitglied im Wicklow County Council. Bei den Wahlen zum Dáil Éireann 2024 trat er für den Wahlkreis Wicklow an und konnte einen Sitz erringen.

## Privates
Timmins ist mit Orla Timmins verheiratet, mit der er eine Tochter hat. Sein Vater Godfrey Timmins und sein Bruder Billy Timmins waren bereits Abgeordnete im Dáil Éireann. 